# Virginia Beach
Virginia Beach è una città indipendente situata sulla costa sud-orientale del Commonwealth della Virginia negli Stati Uniti. Al censimento del 2010, la popolazione era di 437 994 abitanti. Nel 2015, la popolazione era stimata in 452 745 abitanti. Sebbene sia per lo più di carattere suburbano, è la città più popolosa della Virginia e la 41ª città più popolosa della nazione. 
Situata sull'Oceano Atlantico alla foce della baia di Chesapeake, Virginia Beach è inclusa nell'area metropolitana di Hampton Roads. Questa zona, conosciuta come "America's First Region", comprende anche le città indipendenti di Chesapeake, Hampton, Newport News, Norfolk, Portsmouth e Suffolk, così come altre più piccole città, contee e cittadine di Hampton Roads.
Virginia Beach è una città turistica con chilometri di spiagge e centinaia di hotel, motel e ristoranti lungo il suo lungomare. Ogni anno la città ospita gli East Coast Surfing Championships e il North American Sand Soccer Championship, un torneo di beach soccer. È anche sede di numerosi parchi statali, diverse aree di spiaggia protette da lungo tempo, tre basi militari, un certo numero di grandi corporazioni, la Regent University, quartier generale internazionale e sede degli studi televisivi per la Christian Broadcasting Network (CBN) di Pat Robertson, l'Association for Research and Enlightenment di Edgar Cayce e numerosi siti storici. Vicino al punto in cui si incontrano la baia di Chesapeake e l'Oceano Atlantico, Capo Henry fu il sito del primo sbarco dei coloni inglesi, che si stabilirono a Jamestown, il 26 aprile 1607.
La città è elencata nel Guinness dei primati come la spiaggia da diporto più lunga del mondo. Si trova all'estremità meridionale del Chesapeake Bay Bridge-Tunnel, il più lungo complesso ponte-tunnel del mondo.

## Geografia fisica
Secondo lo United States Census Bureau, ha un'area totale di 497,34 mi² (1 288,10 km²).

## Società

### Evoluzione demografica
Secondo il censimento del 2017, la popolazione era di 450 000 abitanti.

### Etnie e minoranze straniere
Secondo il censimento del 2010, la composizione etnica della città era formata dal 67,7% di bianchi, il 19,6% di afroamericani, lo 0,4% di nativi americani, il 6,1% di asiatici, lo 0,2% di oceaniani, il 2,0% di altre razze, e il 4,0% di due o più etnie. Ispanici o latinos erano il 6,6% della popolazione.

## Amministrazione

### Gemellaggi
- Moss, dal 1974;
- Miyazaki, dal 1992;
- Bangor, dal 2001;
- San Juan del Sur, dal 2013;
- Olongapo, dal 2015;
- Waiblingen, dal 2016